# Anoeconeossa aquilonia
Anoeconeossa aquilonia är en insektsart som beskrevs av Taylor 1987. Anoeconeossa aquilonia ingår i släktet Anoeconeossa och familjen rundbladloppor. Inga underarter finns listade i Catalogue of Life.